# 몽타뉴 드 부랑

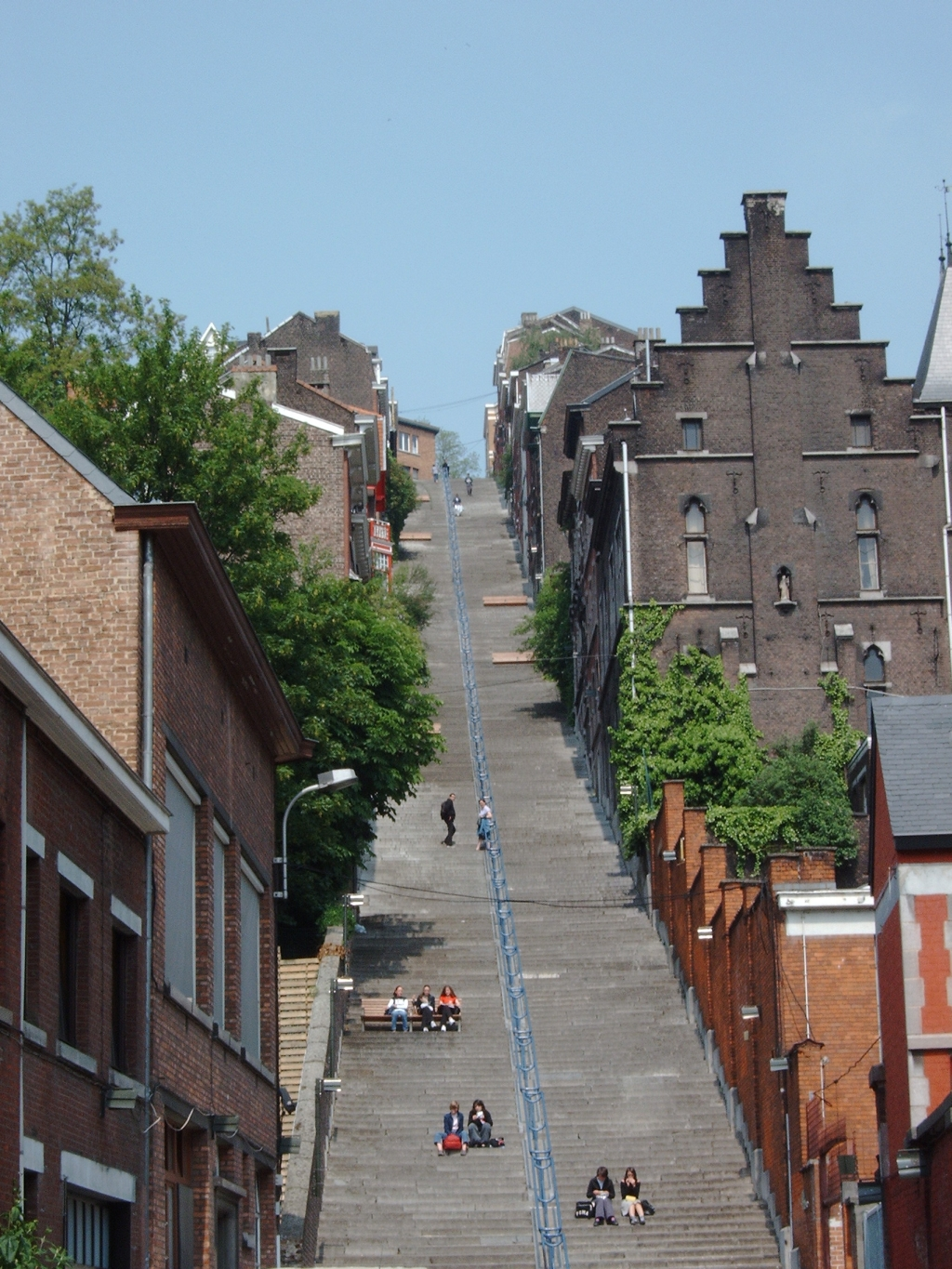
몽타뉴 드 부랑

몽타뉴 드 부랑(프랑스어: Montagne de Bueren)은 벨기에 왈롱 리에주에 위치한 374개의 계단이다.